# Planxty (album)
Planxty è il primo album del gruppo irlandese dei Planxty, dei dodici brani ben nove sono pezzi tradizionali irlandesi arrangiati dal gruppo.

## Tracce
Lato A
1. Raggle Taggle Gypsy/Tabhair Dom Do Lãmh – 4:28 (Tradizionale, arr.; Moore / O'Flynn / Irvine / Lunny)
2. Arthur McBride – 2:52 (Tradizionale, arr.; Moore / O'Flynn / Irvine / Lunny)
3. Planxty Irwin – 2:16 (Tradizionale, arr. ; Moore / O'Flynn / Irvine / Lunny)
4. Sweet Thames Flow Softly – 4:11 (Ewan McColl)
5. Junior Crehan's Favourite / Corney Is Coming – 2:38 (Tradizionale, arr. ; Moore / O'Flynn / Irvine / Lunny)
6. The West Coast of Clare – 5:34 (Andy Irvine)

Lato B
1. The Jolly Beggar / Reel – 4:23 (Tradizionale, arr. ; Moore / O'Flynn / Irvine / Lunny)
2. Only Our Rivers – 4:06 (Michael MacConnell)
3. Sì Bheag, Sì Mhór – 3:34 (Tradizionale, arr. ; Moore / O'Flynn / Irvine / Lunny)
4. Follow Me up to Carlow – 2:21 (Tradizionale, arr. ; Moore / O'Flynn / Irvine / Lunny)
5. Merrily Kissed the Quacker – 2:41 (Tradizionale, arr. ; Moore / O'Flynn / Irvine / Lunny)
6. The Blacksmith – 4:09 (Tradizionale, arr. ; Moore / O'Flynn / Irvine / Lunny)

## Formazione
- Christy Moore - voce, chitarra, armonica, bodhrán
- Liam O'Flynn - uilleann pipes, tin whistle
- Andy Irvine -  voce, mandola, mandolino, hurdy gurdy, armonica
- Donal Lunny -  voce, bouzouki, chitarra, bodhrán